# Lawrence Welk
Lawrence Welk (ur. 11 marca 1903 w Strasburgu, zm. 17 maja 1992 w Santa Monica) – amerykański lider zespołu i dyrygent, akordeonista.